# Progressione del record mondiale dei 1000 metri piani femminili

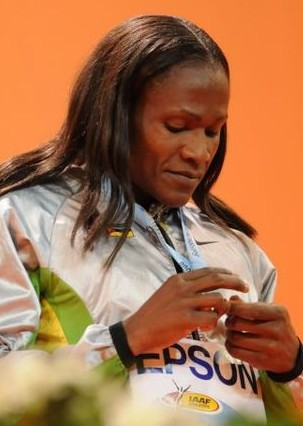
Maria Mutola, detentrice del record mondiale indoor della specialità

La voce seguente illustra la progressione del record mondiale dei 1000 metri piani femminili di atletica leggera.
Il primo record mondiale femminile venne riconosciuto dalla federazione internazionale di atletica leggera nel 1922, mentre il primo record mondiale indoor risale al 1978. Ad oggi, la World Athletics ha ratificato ufficialmente 13 record mondiali assoluti e 4 record mondiali indoor di specialità.

## Progressione

### Record assoluti
| Tempo    | Atleta                 | Nazione      | Luogo                         | Data           | Note |
| -------- | ---------------------- | ------------ | ----------------------------- | -------------- | ---- |
| 3'17"4 m | Georgette Lenoir       | Francia      | Parigi, Francia               | 6 agosto 1922  |      |
| 3'12"0 m | Lucie Bréard           | Francia      | Parigi, Francia               | 20 agosto 1922 |      |
| 3'08"2 m | Edith Trickey          | Regno Unito  | Londra, Regno Unito           | 4 agosto 1924  |      |
| 3'06"6 m | Lina Radke             | Germania     | Brieg, Germania               | 24 agosto 1930 |      |
| 3'04"4 m | Gladys Lunn            | Regno Unito  | Londra, Regno Unito           | 16 maggio 1931 |      |
| 3'02"5 m | Stanisława Walasiewicz | Polonia      | Katowice, Polonia             | 8 ottobre 1933 |      |
| 3'00"6 m | Gladys Lunn            | Regno Unito  | Birmingham, Regno Unito       | 23 giugno 1934 |      |
| 2'35"9 m | Gunhild Hoffmeister    | Germania Est | Potsdam, Germania Est         | 20 agosto 1972 |      |
| 2'35"0 m | Karin Krebs            | Germania Est | Potsdam, Germania Est         | 28 agosto 1974 |      |
| 2'33"8 m | Nikolina Štereva       | Bulgaria     | Sofia, Bulgaria               | 4 luglio 1976  |      |
| 2'30"67  | Christine Wachtel      | Germania Est | Berlino Ovest, Germania Ovest | 17 agosto 1990 |      |
| 2'29"34  | Maria Mutola           | Mozambico    | Bruxelles, Belgio             | 25 agosto 1995 |      |
| 2'28"98  | Svetlana Masterkova    | Russia       | Bruxelles, Belgio             | 23 agosto 1996 |      |

### Record indoor
| Tempo    | Atleta         | Nazione        | Luogo                    | Data             | Note |
| -------- | -------------- | -------------- | ------------------------ | ---------------- | ---- |
| 2'34"8 m | Brigitte Kraus | Germania Ovest | Dortmund, Germania Ovest | 19 febbraio 1978 |      |
| 2'32"08  | Maria Mutola   | Mozambico      | Birmingham, Regno Unito  | 10 febbraio 1996 |      |
| 2'31"23  | Maria Mutola   | Mozambico      | Stoccolma, Svezia        | 25 febbraio 1996 |      |
| 2'30"94  | Maria Mutola   | Mozambico      | Stoccolma, Svezia        | 25 febbraio 1999 |      |